# Voleri
Voleri es un barrio de la ciudad de Riga, Letonia.

## Superficie
Posee una superficie de 5,315 kilómetros cuadrados (531,5 hectáreas).

## Población
Hasta 2021 presentaba una población de 229 habitantes, con una densidad de población de 43,085 habitantes por kilómetro cuadrado.

## Transporte

### Rutas
- Autobús: 3, 30, 54.[1]
- Autobús expreso: 346.[1]